# Beizhai, Shandong
Beizhai (kinesiska: 北宅, 北宅街道) är en ort i Kina. Den ligger i provinsen Shandong, i den östra delen av landet, omkring 320 kilometer öster om provinshuvudstaden Jinan. Antalet invånare är 27 109. Befolkningen består av 13 719 kvinnor och 13 390 män. Barn under 15 år utgör 14,0 %, vuxna 15-64 år 72 %, och äldre över 65 år 13,0 %.
Runt Beizhai är det mycket tätbefolkat, med 1 692 invånare per kvadratkilometer. Närmaste större samhälle är Jimo, 19,8 km norr om Beizhai. Trakten runt Beizhai består till största delen av jordbruksmark.
Genomsnittlig årsnederbörd är 852 millimeter. Den regnigaste månaden är juli, med i genomsnitt 278 mm nederbörd, och den torraste är januari, med 12 mm nederbörd.